# Tuula Rautanen
Tuula Irmeli Rautanen, z domu Nurmi, później Salo (ur. 8 kwietnia 1942 w Lahti) – fińska lekkoatletka, specjalizująca się w biegach sprinterskich i skoku w dal, olimpijka.

## Kariera sportowa
Odpadła w kwalifikacjach skoku w dal na mistrzostwach Europy w 1971 w Helsinkach i w eliminacjach biegu na 50 metrów na halowych mistrzostwach Europy w 1972 w Grenoble.
Na igrzyskach olimpijskich w 1972 w Monachium zajęła 7. miejsce w sztafecie 4 × 400 metrów (sztafeta fińska biegła w składzie: Marika Eklund, Pirjo Wilmi, Rautanen i Mona-Lisa Strandvall) oraz odpadła w eliminacjach biegu na 100  metrów i sztafety 4 × 100 metrów. Odpadła w półfinale biegu na 60 metrów na halowych mistrzostwach Europy w 1973 w Rotterdamie, a na halowych mistrzostwach Europy w 1974 w Göteborgu zajęła 10. miejsce w skoku w dal. Odpadła w kwalifikacjach skoku w dal na mistrzostwach Europy w 1974 w Rzymie. Na halowych mistrzostwach Europy w 1975 w Katowicach zajęła 10. miejsce w skoku w dal i odpadła w półfinale biegu na 60 metrów.
Była mistrzynią Finlandii w biegu na 100 metrów w 1971 i 1972, w biegu na 200 metrów w 1973 oraz w skoku w dal w 1972, 1973, 1975 i 1976, a także halową mistrzynią swego kraju w biegu na 60 metrów w latach 1970–1972 oraz w skoku w dal w latach 1972 i 1974–1976. Była również halową mistrzynią Szwecji w biegu na 60 metrów w 1973.
Czterokrotnie ustanawiała rekord Finlandii w skoku w dal do wyniku 6,60 m, uzyskanego 4 sierpnia 1973 w Warszawie (rekord ten został poprawiony dopiero w 1998), pięciokrotnie w sztafecie 4 × 100 metrów do czasu 43,95 s (30 sierpnia 1975 w Helsinkach, utrzymał się do 1991) i czterokrotnie w sztafecie 4 × 400 metrów do czasu 3:29.44 (10 września 1972 w Monachium).